# Astomaea
Astomaea är ett släkte i familjen flockblommiga växter.
Släktet omfattar två arter:
- Astomaea galiocarpa
- Astomaea seselifolia